# Brestov (powiat Preszów)
Brestov – wieś (obec) na Słowacji położona w kraju preszowskim, w powiecie Preszów. Pierwsze wzmianki o miejscowości pochodzą z roku 1229. 
Według danych z dnia 31 grudnia 2010, wieś zamieszkiwało 458 osób, w tym 235 kobiet i 223 mężczyzn.
W 2001 roku względem narodowości i przynależności etnicznej Słowacy stanowili 99,78% populacji, a Morawianie 0,22%.
Ze względu na wyznawaną religię struktura mieszkańców kształtowała się w 2001 roku następująco:
- Katolicy rzymscy – 96,08%
- Grekokatolicy – 0,65%
- Ewangelicy – 0,22%
- Ateiści – 2,40%
- Nie podano – 0,65%